# Veroničiny svůdnosti
Veroničiny svůdnosti (v anglickém originále Veronica's Closet) je americký komediální seriál, který vysílala v letech 1997–2000 televizní stanice NBC.
Veronica "Ronnie" Chaseová, prezidentka společnosti vyrábějící spodní prádlo, má stále problémy se svým manželem Brycem, a tak se jednoho dne rozhodne s ním rozvést. S vedením firmy ale i v osobním životě jí pomáhá kamarádka Olive. Mezi další zaměstnance Ronnie patří sarkastický asistent Josh, který prochází krizí sexuální identity, šéf propagace a bývalý model Perry a šéf marketingového oddělení Leo. Ve druhé sérii se v seriálu objeví Alec, který koupí majoritní podíl ve Veroničině firmě.

## Obsazení
| Kirstie Alleyová | Veronica Chase       |
| Ron Silver       | Alec Bilson          |
| Dan Cortese      | Perry Rollins        |
| Wallace Langham  | Josh Blair           |
| Daryl Mitchell   | Leo Michaels         |
| Robert Prosky    | Pat Chase            |
| Lorri Bagley     | June Bilson Anderson |
| Kathy Najimy     | Olive Massery        |